# Park im. Tadeusza Rejtana w Łodzi
Park im. Tadeusza Rejtana (zwany także "Park Nowe Rokicie" oraz, nieprawidłowo "Parkiem Skrzywana", czasem używana nazwa to Park przy Felsztyńskiego) – mieści się w Łodzi pomiędzy ulicą Piękną, Rejtana, Felsztyńskiego i al. Politechniki. Dawny cmentarz ewangelicko-augsburski. Powierzchnia 7,0 ha.

## Opis
Park sprawia wrażenie mrocznego, gęste korony drzew i oplatający pnie i konary bluszcz pospolity tworzą nieprzepuszczające światła sklepienie.

Jeszcze na początku lat 80. XX wieku był to cmentarz ewangelicko-augsburski, którego pamiątką jest brama i domek ogrodnika cmentarnego usytuowany przy wejściu od ul. Felsztyńskiego. Na cmentarzu chowano zmarłych od końca XIX wieku do lat 50. XX wieku. W 1983 roku został zlikwidowany a szczątki pochowanych tam osób ekshumowano i przeniesiono na cmentarz przy ul. Sopockiej, przeniesiono tam również najcenniejsze nagrobki.

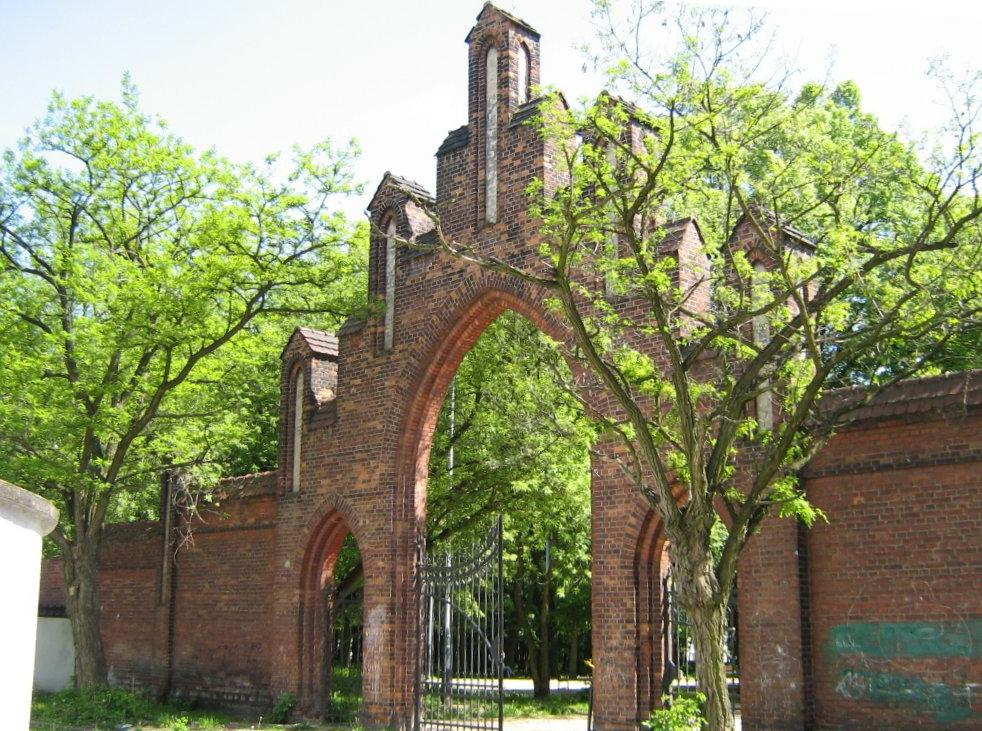
Zabytkowa brama

Aż do początku 2005 roku, pośród drzew zobaczyć można było jeszcze fragmenty płyt nagrobnych i ich elementów konstrukcyjnych. W 2004 roku rozpoczęto przebudowę i porządkowanie parku. Powstały nowe alejki i odnowiono plac zabaw (w parku znajduje się także boisko i górka saneczkowa). W pobliżu dawnej bramy głównej cmentarza usytuowane zostało lapidarium, w którym zgromadzone zostały fragmenty nagrobków odnalezionych w trakcie porządkowania terenu. Z powodu braku środków nie odnowiono neogotyckiego domu ogrodnika (wpisanego do rejestru zabytków) ani bramy.
W parku rosną klon, wiązy, jesiony, lipy, dęby, brzozy, jednak na szczególną uwagę zasługuje oplatający drzewa i pokrywający ziemię bluszcz pospolity. Decyzją Rady Miejskiej z 27 października 2004 r. dwadzieścia pięć kwitnących okazów bluszczu uznanych zostało za pomnik przyrody.
Z parkiem sąsiaduje wydzielony z niego i nadal działający cmentarz ewangelicko-reformowany.